# Andrew Breitbart
Andrew James Breitbart (1. února, 1969 Los Angeles – 1. března 2012 Los Angeles) byl americký konzervativní novinář, spisovatel a politický komentátor, zakladatel Breitbart News a spoluzakladatel Huffington Post.
Poté, co se podílel na založení a začátcích HuffPost a Drudge Report, Breitbart založil Breitbart News, extrémně pravicový server, za účelem publikování zpravodajství a politických názorů a komentářů. Se svým zpravodajstvím sehrál hlavní roli v několika známých amerických skandálech (skandál Anthony Weinera se sexuálními smskami, vyhození Shirley Sherrodové z práce, kontroverze s tajnými videy ACORN 2009). Komentátoři jako Nick Gillespie a Conor Friedersdorf tvrdí, že Breitbart změnil způsob jak lidé píší o politice tím, že ukázal, jak může být internet používán k obcházení informačních blokád, tvořených oficiálními mluvčími a klasickými médii.

## Život
Ve věku tří týdnů byl adoptován Geraldem a Arlene Breitbartovými. Přestože jeho biologičtí rodiče byli Američané irského původu, byl adoptivními rodiči vychováván v židovské víře (otec byl žid a matka konvertovala). Jako dospělý byl agnostikem, ale netajil se sympatiemi k judaismu a k Izraeli.
Během střední školy si přivydělával rozvážením pizzy. V roce 1991 získal bakalářský titul na Tulane University a údajně poté vůbec netušil, co bude dělat dál. Krátce pracoval pro několik mediálních společností. Ze svého původně levicového smýšlení údajně prozřel poté, co sledoval slyšení kandidáta na soudce Nejvyššího soudu Spojených států Clarence Thomase v Kongresu, v němž byl šokován nepodloženými útoky levicových liberálů. Stal se poté reaganovským konzervativcem se sympatiemi k libertariánství. Svá politická a filosofická stanoviska si dále vyjasňoval i při poslechu osobností jako byl Rush Limbaugh, či při četbě knih, jako je Sexuální persona od Camille Pagliaové, která svým obšírným přehledem západního umění, literatury a kultury od dob starověkého Egypta až po 20. století jej přiměla si uvědomit, jak málo je toho naučili na univerzitě.